# Ogni giorno
Ogni giorno (Every Day) è un film del 2018 diretto da Michael Sucsy, con protagonisti Angourie Rice e Justice Smith.
La pellicola è l'adattamento cinematografico dell'omonimo romanzo di David Levithan.

## Trama
"A" è uno spirito vagante che ogni giorno si sveglia nel corpo di un diverso maschio o femmina adolescente. Un giorno "A" si risveglia nel corpo di Justin, il fidanzato negligente di Rhiannon. Quest'ultima si avvicina allo spirito e lo convince a saltare la scuola con lei. Quasi subito "A" inizia a provare qualcosa per Rhiannon, specie quando questa si confida per la sua irrequieta vita familiare: il crollo mentale del padre li ha quasi portati a perdere la casa. Similmente Rhiannon sente un amore riacceso per Justin, visto che adesso sembra una persona più premurosa rispetto a prima. Il giorno seguente però, Rhiannon scopre che Justin è tornato al suo vecchio incurante modo di fare, e non ricorda nulla del giorno prima. Nel frattempo, svegliandosi nel corpo di Amy, "A" si maschera da studente di scambio per rivedere Rhiannon.
"A" si sveglia poi nel corpo del religioso praticante Nathan e partecipa ad una festa poiché sa che anche Rhiannon sarà presente. Avvicinandosi con la danza, I due legano di nuovo e "A" le dice che merita di meglio di Justin. Pochi giorni dopo "A" invia testi a Rhiannon chiedendo un incontro e lei accetta supponendo di incontrare Nathan. Tuttavia "A" appare come Megan, rivelando a Rhiannon di essere stato non solo Justin, ma anche Amy e, per l'appunto, Nathan, e che cerca di starle accanto in quanto si sta innamorando di lei. Sebbene disdegnata all'inizio, Rhiannon accetta di incontrarsi con "A" il giorno successivo. "A", stavolta come James, confida a Rhiannon di aver cambiato corpo ogni giorno da che ne ha memoria e le mostra il suo account Instagram con le immagini scattate ogni giorno in un corpo diverso. Se lo vorrà, Rhiannon potrà comunicare con "A" tramite quell'account. Incontrandosi con Nathan, che crede di essere stato posseduto dal diavolo, Rhiannon si rende conto che "A" è reale. Il giorno successivo "A", nel corpo del transgender Vic, convince Rhiannon a farsi dare una possibilità a loro due come coppia, nonostante il fatto che cambi forma ogni giorno e sostenendo che è l'anima che conta, non il corpo. Rhiannon decide di vedere "A" di nuovo quando riceve un messaggio per incontrarsi in una biblioteca. Adesso "A" è nel corpo di George. I due si baciano ma a quel punto subentra la madre di George, al che Rhiannon scappa divertita.
La mattina successiva "A" si sveglia nientemeno che nel corpo di Rhiannon stessa, e la vede come un'opportunità per conoscerla meglio. "A" promette di essere rispettoso della privacy di Rhiannon. Nel corso della giornata si lega alla mamma di Rhiannon, a sua sorella e a suo padre. Il giorno seguente Rhiannon rompe con Justin, avendo finalmente trovato il coraggio di farlo. Quindi chiama immediatamente "A" per un viaggio di un weekend nella cabina di suo zio. Nel corpo del bel Xavier,  "A" parla di quando era dentro Rhiannon e questa dice che lasciare un segno può essere una cosa meravigliosa, cosicché la gente sappia che "A" esiste. Ma lo spirito ritiene che sia suo dovere lasciare la memoria immutata. Alla fine della giornata "A" bacia Rhiannon e promette di tornare l'indomani. Tuttavia ciò non accade e Rhiannon, profondamente delusa, rimane da sola a domandarsi cosa sia successo. "A" si sveglia poi nel corpo di Michael, che quel mattino dovrebbe volare a Honolulu con la sua famiglia, così chiama con urgenza Rhiannon per incontrarsi in un centro commerciale vicino: sa che se partirà, dopo si risveglierà in corpi che abitano l'isola hawaiana che Michael dovrebbe raggiungere. All'inizio Rhiannon si scaglia contro "A" per non essersi presentato, al che questi spiega che il corpo in cui si trovava dopo aver lasciato Xavier era sottoposto a un trapianto di polmone. Rhiannon e "A" diventano più intimi e si promettono reciprocamente che s'impegneranno a mantenere questo rapporto.
Svegliandosi nel corpo della suicida e depressa Kelsea, Rhiannon convince "A" a cercare di aggrapparsi a quel corpo per più di ventiquattr'ore, in modo da mantenere viva Kelsea fino a che il padre di lei, medico, non tornerà dall'ospedale, così da essere informato del problema della figlia. "A" ha successo, dopodiché Rhiannon lo convince, mentre si trova nel corpo dell'ospite successivo nonché compagno di scuola di Rhiannon (Alexander), a rimanere in quel corpo, così da poter stare insieme con più semplicità. Per un breve periodo sembra funzionare, ma presto "A" si rende conto che non possono rubare la vita di qualcun altro. Invitando Rhiannon alla casa di Alexander, "A" le dice che non possono realisticamente stare insieme, e che Alexander stesso è perfetto per Rhiannon. Condividendo un'ultima notte, Rhiannon e "A" si salutano. Il giorno successivo "A" si risveglia nel corpo di Katie e se ne va a New York, mentre Rhiannon incontra Alexander a scuola.
Il film si conclude con una foto su Instagram di un piccolo fuoco d'artificio sopra quello che è indicato come il Central Park di New York.

## Produzione
Nel giugno 2017, è stato annunciato che la MGM aveva acquisito i diritti cinematografici per il romanzo Every Day con Angourie Rice, nel ruolo di Rhiannon, con la sceneggiatura di Jesse Andrews a la regia di Michael Sucsy.
Il resto del cast principale è stato annunciato nel luglio 2017. Il film è stato girato a Toronto, dal 6 luglio 2017 fino al 12 agosto 2017.

## Distribuzione
La pellicola è uscita nelle sale cinematografiche statunitensi il 23 febbraio 2018. In Italia l'uscita è avvenuta il 14 giugno dello stesso anno.